# Pray For Rain Pictures Inc.
Pray For Rain Pictures Inc. är ett amerikanskt filmproduktionsbolag som gör TV-filmer, långfilmer och kortfilmer. Bolaget, som sammanlagt har producerat ett tiotal mer eller mindre anonyma filmer, grundades och styrs av den schweiziskfödde (men i USA aktive) filmregissören, filmproducenten och manusförfattaren David L. Cunningham. Det startade sin filmproduktionsverksamhet i början 1990-talet, och gjorde de första åren bara TV-filmer, för att sedan gå över till att göra "vanliga" spelfilmer. To End All Wars och After... är bolagets två största filmer.